# Central Única das Favelas

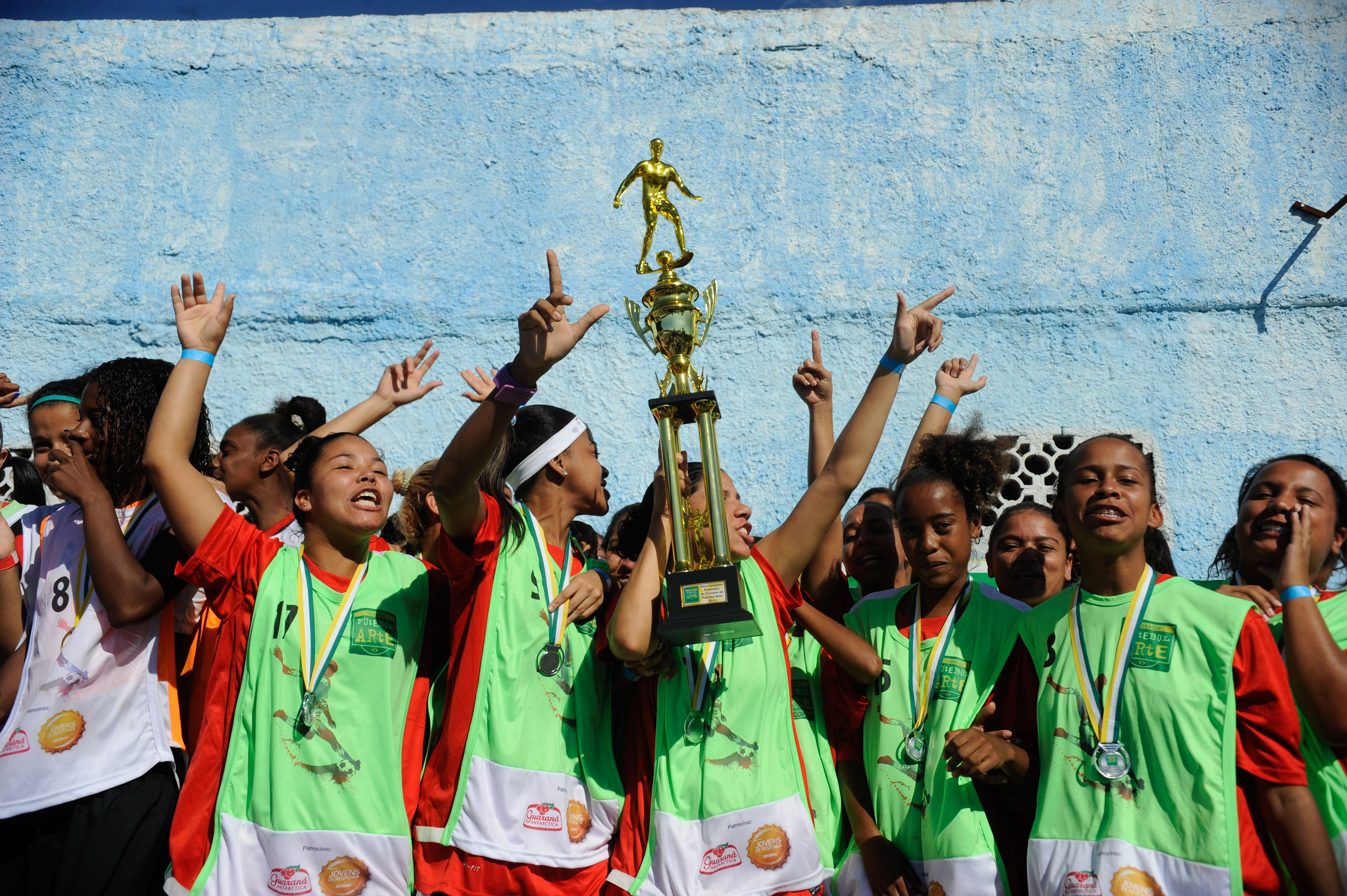
Time de futebol feminino da Cidade de Deus se apresenta no Torneio Futebol Arte, também chamado Copa do Mundo das Favelas

A Central Única das Favelas (CUFA) é uma organização não governamental brasileira. Originalmente fundada em 1999 por jovens negros da favela Cidade de Deus, hoje está presente em todos os estados brasileiros e em outros 15 países.
A CUFA promove atividades nas áreas da educação, lazer, esportes, cultura e cidadania, como grafite, DJ, break, rap, produções audiovisuais, basquete de rua, literatura, além de outros projetos sociais. Além disso, promove, produz, distribui e veicula a cultura hip hop através de publicações, discos, vídeos, programas de rádio, shows, concursos, festivais de música, cinema, oficinas de arte, exposições, debates, seminários e outros meios. São as principais formas de expressão da CUFA e servem como ferramentas de integração e inclusão social.
O governo do estado de São Paulo, em parceria com a CUFA, inaugurou o Museu das Favelas no antigo Palácio dos Campos Elíseos.
Em 21 de novembro de 2023, a CUFA foi condecorada com a insígnia da Ordem de Rio Branco.